# Испорченная девчонка
«Испорченная девчонка» (яп. 非行少女, хико сёдзё; англ. Each Day I Cry) — чёрно-белый фильм-драма режиссёра Кириро Ураямы вышедший на экраны в 1963 году. Фильм снят по рассказу Кэй Мориямы «Сабуро и Вакаэ».

## Сюжет
В фильме рассказана драматичная судьба юной Вакаэ. «Испорченная девчонка», — говорят о ней. Её обманывают, травят и презирают. И всё за то, что в свои пятнадцать лет она не учится в школе, как другие её сверстницы; за то, что с тех пор, как умерла мать, Вакаэ работает в ночном баре. В действительности же Вакаэ полна чистых и честных устремлений. И это противоречие между истинными стремлениями девушки и тем, что ей приписывают, и составляет драматическую основу этого образа. Вакаэ не мирится с жестокостью, но её стихийный протест против социальной несправедливости подчас принимает нелепые формы.
В отличие от Вакаэ её юный друг Сабуро сознательно восстаёт против зла и ханжества обывателей. Парень не может устроиться на работу, но вместе с тем он не идёт на сделку со своим старшим братом, пробивающим себе дорогу к власти путём грязных махинаций, подкупа и шантажа.
Сабуро самоотверженно любит Вакаэ. Он знает, что у неё не хватает выдержки, что порой она легко поддаётся соблазнам. Но тем настойчивей, без всякой рисовки, старается он ей помочь. Сабуро уговаривает девочку вернуться в школу, даёт ей деньги, которые выкроил из своего жалкого пособия по безработице, чтобы она могла уплатить за учёбу. Забота, чуткость и тёплое участие Сабуро — единственное, что согревает отчаявшуюся душу Вакаэ. И она любит Сабуро не менее сильно. Они хотят жить чисто и справедливо, они будут добиваться этого. И хотя впереди их ждёт много испытаний, Вакаэ и Сабуро верят в свои силы.

## В ролях
- Масако Идзуми — Вакаэ
- Мицуо Хамада — Сабуро Савада
- Асао Коикэ — Таро Савада
- Минако Кацуки — Юмико Савада
- Фукуко Саё — Тикако Савада
- Дзюн Хамамура — Нагаёси Кита
- Таниэ Китабаяси — Сидзуэ Кита
- Сёити Одзава — Кодзукаи

...«Испорченная девчонка» свидетельствует о возросшем мастерстве режиссёра. Камера стала свободнее — внимательно вглядывается в лица людей, легко вырывается на просторы природы, не увязает в мелких деталях быта. В фильме много точных психологических зарисовок. Лиричны эпизоды на берегу моря, как бы символизирующие высвобождение героев из душного, подавляющего их мира социальной несправедливости. В монтаже чувствуется уверенность, сила. И хотя Ураяма по-прежнему придерживается мелких, дробных эпизодов, в этой мозаике всё меньше второстепенного, случайного. Режиссёрский взгляд потерял часть своего благодушия. Жизнь на экране более сурова и крута. Но Ураяма далёк от смакования жестокости, натуралистических подробностей.
Он продолжает смотреть на жизнь добрыми глазами...

## Премьеры
- — 17 марта 1963 года состоялась национальная премьера фильма в Токио[2].
- — мировая премьера киноленты прошла в июле 1963 года на III Московском международном кинофестивале[2].
- — фильм демонстрировался в советском кинопрокате с июня 1965 года[комм. 1][3].
- — фильм впервые был показан во Франции 20 июля 2009 года.[2].

## Награды и номинации
Третий Московский международный кинофестиваль (1963)
- Золотой приз фестиваля (по значимости это второй после Большого приза, который был вручён фильму «Восемь с половиной» Феллини).
- Жюри фестиваля особо отметило исполнение главной роли актрисой Масако Идзуми.

Кинопремия «Майнити» (1964)
- Премия за лучший саундтрек — Тосиро Маюдзуми (за музыку к двум кинолентам: «Испорченная девчонка» и «Женщина-насекомое»).

Премия журнала «Кинэма Дзюмпо» (1963)
- Фильм выдвигался на премию «Кинэма Дзюмпо» в номинации за лучший фильм года, по результатам голосования занял 10-е место.

## Комментарии
1. ↑  В советском прокате фильм демонстрировался с июня 1965 года, р/у Госкино СССР № 1032/65 (до 1 февраля 1972 года) — опубликовано: «Аннотированный каталог фильмов действующего фонда: Зарубежные художественные фильмы», М.: «Искусство»-1968, С. 62.